# 2272 Монтесума
2272 Монтесума (2272 Montezuma) — астероїд головного поясу, відкритий 16 березня 1972 року.
Тіссеранів параметр щодо Юпітера — 3,875.